# Стрельба на летних Олимпийских играх 1900
Соревнования по стрельбе на II летних Олимпийских играх прошли 15-17 июля и 1-5 августа. Всего участвовали 74 спортсменa из 8 стран. Были разыграны девять комплектов медалей.Впоследствии один комплект был выведен из базы МОК. Впервые прошли соревнования по стендовой стрельбе и состязания среди команд.

## Медали

### Общий медальный зачёт
(Жирным выделено самое большое количество медалей в своей категории; принимающая страна также выделена)
| Общее количество медалей |            |        |         |        |       |
| Место                    | Страна     | Золото | Серебро | Бронза | Всего |
| 1                        | Швейцария  | 5      | 1       | 1      | 7     |
| 2                        | Франция    | 2      | 2       | 2      | 6     |
| 3                        | Дания      | 1      | 3       | 0      | 4     |
| 4                        | Норвегия   | 0      | 2       | 2      | 4     |
| 5                        | Бельгия    | 0      | 1       | 2      | 3     |
| 6                        | Нидерланды | 0      | 0       | 1      | 1     |

### Медалисты
| Дисциплина                          | Золото                                                                                     | Серебро                                                                             | Бронза                                                                                             |
| Пистолет, 50 метров                 | Карл Рёдерер Швейцария                                                                     | Ахилл Парош Франция                                                                 | Конрад Штеели Швейцария                                                                            |
| Пистолет среди команд, 50 метров    | Швейцария Фридрих Люти · Пауль Пробст · Луи Ришарде · Карл Рёдерер · Конрад Штеели         | Франция Луи Дюффуа · Морис Лекок · Леон Моро · Ахилл Парош · Жюль Трините           | Нидерланды Солко ван ден Берг · Антониус Боувенс · Антони Свейс · Хенрик Силлем · Герардус ван Хан |
| Винтовка стоя, 300 метров           | Ларс Мадсен Дания                                                                          | Оле Эстмо Норвегия                                                                  | Шарль Помье дю Верже Бельгия                                                                       |
| Винтовка с колена, 300 метров       | Конрад Штеели Швейцария                                                                    | Эмиль Келленбергер Швейцария                                                        | —                                                                                                  |
| Винтовка с колена, 300 метров       | Конрад Штеели Швейцария                                                                    | Андерс Петер Нильсен Дания                                                          | —                                                                                                  |
| Винтовка лёжа, 300 метров           | Ахилл Парош Франция                                                                        | Андерс Петер Нильсен Дания                                                          | Оле Эстмо Норвегия                                                                                 |
| Винтовка с трёх позиций, 300 метров | Эмиль Келленбергер Швейцария                                                               | Андерс Петер Нильсен Дания                                                          | Пауль ван Асбрук Бельгия                                                                           |
| Винтовка с трёх позиций, 300 метров | Эмиль Келленбергер Швейцария                                                               | Андерс Петер Нильсен Дания                                                          | Оле Эстмо Норвегия                                                                                 |
| Винтовка среди команд, 300 метров   | Швейцария Франц Бёкли · Альфред Грюттер · Эмиль Келленбергер · Луи Ришарде · Конрад Штеели | Норвегия Оле Сетер · Том Сёберг · Олаф Фрюденлунд · Хелльмер Хермандсен · Оле Эстмо | Франция Огюст Кавадини · Морис Лекок · Леон Моро · Ахилл Парош · Рене Томас                        |
| Трап                                | Роже де Барбарен Франция                                                                   | Рене Гюйо Бельгия                                                                   | Жюстиньен Клари Франция                                                                            |

### Вне учета
Так-как соревнования проводились среди профессионалов за денежный приз,они выведены из базы данных МОК
| Дисциплина                     | Золото               | Серебро           | Бронза             |
| Скоростной пистолет, 25 метров | Морис Ларруй Франция | Леон Моро Франция | Эжен Бальм Франция |

## Страны
В соревнованиях по стрельбе приняло участие 74 спортсменa из 8 стран:

В скобках указано количество спортсменов
- Бельгия (10)
- Великобритания (1)
- Дания (5)
- Нидерланды (7)
- Норвегия (5)
- Румыния (1)
- Франция (37)
- Швейцария (8)